# Daniel Andersson (calciatore 1972)
Daniel Lennart Andersson (Bjuv, 18 dicembre 1972) è un ex calciatore svedese, di ruolo portiere.

## Carriera

### Giocatore
È cresciuto nel Bjuv, città in cui è nato, debuttando in prima squadra. Gioca nelle serie minori anche successivamente, poi nel 1994 si trasferisce come secondo portiere al Kalmar in seconda serie ma non scende mai in campo. Scende quindi di categoria passando all'Högaborg (in Division 3 prima e Division 2 poi).
Nel 1998 approda nella massima serie svedese grazie all'accordo con il Trelleborg, dove rimase fino al 2000, quando Andersson si è trasferito all'AIK per sostituire Mattias Asper in partenza a sua volta per la Real Sociedad.
Nell'annata 2003-2004 Andersson intraprende la sua unica parentesi all'Hibernian, in Scozia, salvo poi rientrare in patria all'Helsingborg dove rimarrà a lungo. Nel corso della stagione 2009 Andersson perde il posto di titolare in favore di Pär Hansson, rimanendo in rosa come secondo ad eccezione del 2010 quando fu il portiere dell'Ängelholm in Superettan.
Nel 2011 passa all'Helsingborg in qualità di portiere di riserva, collezionando una presenza in quel campionato. La partita successiva la gioca nel match di apertura dell'Allsvenskan 2015, in trasferta sul campo del Kalmar, complice l'indisponibilità di primo e secondo portiere: Andersson riesce a non subire reti nonostante gli oltre 42 anni di età.
Il 10 novembre 2018, a quasi 46 anni, è tornato in campo nell'ultima giornata del campionato di Superettan 2018 che vedeva l'Helsingborg già matematicamente promosso. Andersson era stato firmato due mesi prima, a causa dell'infortunio occorso a Pär Hansson.

#### Nazionale
In un'occasione Andersson ha anche vestito la maglia della Nazionale maggiore, nell'amichevole del 1º febbraio 2001 contro la Finlandia.

### Allenatore
Nel 2015 Andersson è diventato l'allenatore dei portieri dell'Helsingborg, incarico mantenuto per tre anni fino al 2017.

## Palmarès

### Giocatore

#### Competizioni nazionali
- Campionato svedese: 1

Helsingborg: 2011
- Coppa di Svezia: 3

Helsingborg: 2006, 2010, 2011
- Supercoppa di Svezia: 2

Helsingborg: 2011, 2012